# Legends of Gaming NL
Legends of Gaming NL is een Nederlandse groep en YouTube-serie waarin bekende youtubers het tegen elkaar opnemen in verschillende videogames. De serie werd van 2016 tot 2020 geproduceerd door EndemolShine Beyond, daarna een jaar door Studio Catwise, maar vanaf het najaar van 2021 wordt de serie geproduceerd door Team5pm. Legends of Gaming NL wordt gesponsord door KPN.
Legends of Gaming is een wereldwijd concept, dat onder andere ook edities heeft (gehad) in Brazilië, Duitsland en het Verenigd Koninkrijk. Buitenlandse versies hebben maximaal vier seizoenen, waardoor de Nederlandse versie de langstlopende is.

## Concept
In Legends of Gaming spelen meerdere bekende youtubers games tegen elkaar. Hoe beter een speler het in een game doet, des te meer punten hij krijgt. Aan het eind van het seizoen kwalificeren de vier spelers met de meeste punten zich voor de finale, die de uiteindelijke winnaar bepaalt.
Na het seizoen kunnen kijkers stemmen om te bepalen wie de 'Fun Award' en 'Skill Award' winnen. Tot seizoen 2 was er ook een 'Fail Award' die werd gewonnen door Ronald en Pascal.
Sinds seizoen 2 is er een speciale extra deelnemer in de competitie, de Ledge. Dit is een mysterieuze gamer die niet meedoet voor het klassement, maar het wel tegen alle andere deelnemers opneemt. Aan het eind van het seizoen wordt bekend wie zich in het pak van de Ledge verborgen hield, behalve in seizoen 5, waar de ware identiteit van de Legend nog steeds niet bekend is.
Seizoen 4 introduceerde een nieuw concept waarin de winnaars van de eerste drie seizoenen streden om Mystery Legends te krijgen in hun team voor de uiteindelijke finale.
Seizoen 5 introduceerde de 'Safe Zone' en 'Danger Zone', waarin elke week een Legend vervangen kon worden door een nieuwe deelnemer. Dit concept werd verder doorgetrokken naar seizoen 6, waar de 'Danger Zone' een gegeven werd dat enkel om de 2 weken effect had.
Nadat het vijfde en zesde seizoen noodgedwongen thuisproducties waren vanwege de coronacrisis, startte het zevende seizoen dat weer in een studio opgenomen werd. 
Seizoen 7 introduceert een nieuw element genaamd de 'Elimination Zone', waarbij een Legend definitief uit het toernooi geëlimineerd kan worden. Het aantal deelnemers zal daarmee dit seizoen voor het eerst afnemen.
In seizoen 8 strijden verschillende duo's voor levens om te gebruiken in een tussentijdse finale. Het winnende duo van die tussentijdse finale gaat naar de finalemaand om te strijden tegen de andere duo's. Omdat er van de zes duo's drie doorgingen, werden er ook Legend Sollicitaties gehouden voor een nieuw duo om te strijden tegen een van de andere duo's in de finalemaand.
Seizoen 9 werd weer vanuit huis opgenomen. Dit seizoen werd het competitiegevoel voornamelijk achterwege gelaten en werd er gespeeld voor het plezier. Wel kwam er een finalemaand, waarin de kandidaten zich moesten kwalificeren om in de finale te raken.

## Deelnemers
|  | Deelnemer     |
|  | Gastrol       |
|  | Ledge/Mask    |
|  | Deed niet mee |

| Deelnemer             | Kanaalnaam         | Seizoen   | Seizoen   | Seizoen                         | Seizoen         | Seizoen                        | Seizoen        | Seizoen   | Seizoen                           | Seizoen   | Seizoen                         | Seizoen   | Seizoen         | Seizoen               | Seizoen   |
| Deelnemer             | Kanaalnaam         | Seizoen 1 | Seizoen 2 | Seizoen 2½ Masters of Minecraft | Seizoen 3       | Seizoen 3½ Efteling Game Night | Legend Gezocht | Seizoen 4 | Seizoen 4½ Masters of Minecraft 2 | Seizoen 5 | Seizoen 5½ For The Win : Masked | Seizoen 6 | Seizoen 7       | Seizoen 8             | Seizoen 9 |
| --------------------- | ------------------ | --------- | --------- | ------------------------------- | --------------- | ------------------------------ | -------------- | --------- | --------------------------------- | --------- | ------------------------------- | --------- | --------------- | --------------------- | --------- |
| Jeremy Frieser        | Jeremy Frieser     | Winnaar   | 4e        | 2e                              | 4e              |                                |                | 3e        |                                   | 3e        | Winnaar                         | 5e        |                 |                       |           |
| Michael van Tielen    | LinkTijger         | 2e        | 3e        | Winnaar                         | Winnaar         | 3e                             |                | 2e        |                                   |           |                                 | Winnaar   |                 |                       |           |
| Don Plevier           | GameMeneer         | 3e        | Winnaar   |                                 | 7e              |                                |                | Winnaar   | 2e                                | Winnaar   |                                 | 2e        | 2e              | Winnaar (Finalemaand) | 3e        |
| Quin van der Zeeuw    | Quin               | 4e        |           |                                 |                 |                                |                |           |                                   |           |                                 |           |                 |                       |           |
| Enzo Knol             | EnzoKnol           | 5e        | 5e        |                                 |                 |                                |                |           |                                   |           |                                 |           |                 | 8e (Finalemaand)      |           |
| Sam de Kock           | Midnan             | 6e        |           |                                 |                 |                                |                |           |                                   |           |                                 |           |                 |                       |           |
| Ward Dijkhuis         | Ward               | 6e        |           |                                 |                 |                                |                |           |                                   |           |                                 |           |                 |                       |           |
| Milan Knol            | Milan Knol         | 7e        | 6e        |                                 | 6e              | Winnaar                        |                | Winnaar   |                                   |           |                                 |           |                 |                       |           |
| Ronald Vledder        | Ronald             | 8e        |           |                                 |                 |                                |                | 3e        |                                   | 10e       | Mask                            |           |                 |                       |           |
| Joost Bouhof          | JoostSpeeltSpellen |           | 2e        | 3e                              | 2e              | 2e                             |                | Winnaar   | 4e                                | 4e        |                                 | 3e        |                 |                       |           |
| Harm de Vries         | HARM               |           | 7e        | 4e                              |                 |                                |                |           | Winnaar                           |           |                                 | 8e        | 9e              |                       |           |
| Pascal Scherpenkate   | Pascal             |           | 8e        |                                 | Ledge & gastrol |                                |                |           |                                   |           |                                 |           |                 |                       |           |
| Duncan Massink        | Djuncan            |           | Ledge     |                                 | 5e              |                                |                |           | 3e                                | 2e        |                                 |           |                 |                       |           |
| Rudi Wijnen           | Roedie             |           |           |                                 | 3e              |                                |                | 2e        |                                   |           |                                 |           |                 |                       |           |
| Roy Beszelsen         | Royalistiq         |           |           |                                 | 8e              |                                |                |           |                                   |           |                                 |           | Carry challenge |                       |           |
| Dionne Slagter        | OnneDi             |           |           |                                 |                 | 4e                             |                | 2e        |                                   |           |                                 |           |                 |                       |           |
| Kacper Przybylski †   | KASTIOP            |           |           |                                 |                 |                                | Winnaar        | 3e        |                                   |           |                                 |           |                 |                       |           |
| Puck van den Brekel   | Puxque             |           |           |                                 |                 |                                | 2e             | 3e        |                                   | 12e       | Verliezer                       |           | 5e              |                       |           |
| Jeffrey Wirtz         | Egbert Kanaal      |           |           |                                 |                 |                                | 3e             | 3e        |                                   | 14e       | Verliezer                       | 13e       | 6e              | Winnaar (Finalemaand) | 7e        |
| Don Verhage           | DonKaaklijn        |           |           |                                 |                 |                                | 4e             | 2e        |                                   | 6e        |                                 | 10e       |                 |                       | 5e        |
| Thomas van Bergen     | ThomasTheSapling   |           |           |                                 |                 |                                | 5e             |           |                                   |           | Verliezer                       |           |                 |                       |           |
| Emre Sanli            | Morrog             |           |           |                                 |                 |                                |                | Winnaar   |                                   | 9e        |                                 |           |                 |                       |           |
| Matthyas het Lam      | Matthy             |           |           |                                 |                 |                                |                |           |                                   | 8e        | Winnaar                         | 6e        |                 |                       |           |
| Rick Broers           | SerpentGameplay    |           |           |                                 |                 |                                |                |           |                                   | 15e       |                                 |           | 8e              |                       |           |
| Frank van der Slot    | Slotta             |           |           |                                 |                 |                                |                |           |                                   | 13e       |                                 |           | 4e              | 5e (Periode)          | 4e        |
| Quentin Correia       | Qucee              |           |           |                                 |                 |                                |                |           |                                   | 7e        |                                 | 14e       | 3e              | 4e (Periode)          | 6e        |
| Dylan Haegens         | Dylan Haegens      |           |           |                                 |                 |                                |                |           |                                   | 5e        |                                 |           |                 |                       |           |
| Koen van Heest        | Koen               |           |           |                                 |                 |                                |                |           |                                   | 11e       |                                 | 12e       |                 |                       |           |
| Jordi van den Bussche | Kwebbelkop         |           |           |                                 |                 |                                |                |           |                                   | 9e        |                                 |           |                 |                       |           |
| Daniël Lippens        | Daniël Lippens     |           |           |                                 |                 |                                |                |           |                                   |           | Mask                            |           | 10e             |                       |           |
| Raoul de Graaf        | Raoul              |           |           |                                 |                 |                                |                |           |                                   |           |                                 | 4e        |                 |                       |           |
| Milo ter Reegen       | Milo               |           |           |                                 |                 |                                |                |           |                                   |           |                                 | 7e        |                 | 6e (Periode)          |           |
| Siiri Skrobiszewski   | xSiiri             |           |           |                                 |                 |                                |                |           |                                   |           |                                 | 11e       |                 |                       |           |
| Robbie van de Graaf   | Robbie             |           |           |                                 |                 |                                |                |           |                                   |           |                                 | 9e        |                 |                       |           |
| Nathan Vandergunst    | Acid               |           |           |                                 |                 |                                |                |           |                                   |           |                                 |           | 11e             | 5e (Finalemaand)      |           |
| Stefan de Vries       | Stefan de Vries    |           |           |                                 |                 |                                |                |           |                                   |           |                                 |           | Winnaar         | 2e (Finalemaand)      | Winnaar   |
| Marije Zuurveld       | Marije Zuurveld    |           |           |                                 |                 |                                |                |           |                                   |           |                                 |           | 8e              | 5e (Periode)          |           |
| Koen Weijland         | Koen Weijland      |           |           |                                 |                 |                                |                |           |                                   |           |                                 |           | MG              |                       |           |
| Mohamed Rachid        | Chatmo             |           |           |                                 |                 |                                |                |           |                                   |           |                                 |           | 7e              | 4e (Periode)          |           |
| Jarno Opmeer          | Jarno Opmeer       |           |           |                                 |                 |                                |                |           |                                   |           |                                 |           | MG              |                       |           |
| Bram Krikke           | Bram Krikke        |           |           |                                 |                 |                                |                |           |                                   |           |                                 |           | MG              |                       |           |
| Alex Klein            | Alex Klein         |           |           |                                 |                 |                                |                |           |                                   |           |                                 |           | MG              |                       |           |
| Rutger van Eck        | Russo              |           |           |                                 |                 |                                |                |           |                                   |           |                                 |           |                 | 6e (Periode)          |           |
| Julia Heetman         | Julia Heetman      |           |           |                                 |                 |                                |                |           |                                   |           |                                 |           |                 | 7e (Finalemaand)      |           |
| Celine Langeraert     | StreamWithLien     |           |           |                                 |                 |                                |                |           |                                   |           |                                 |           |                 | 6e (Finalemaand)      | 8e        |
| Dioni Jurado          | Gamen met Dioni    |           |           |                                 |                 |                                |                |           |                                   |           |                                 |           |                 | 4e (Finalemaand)      |           |
| Sean Demmers          | Sean Demmers       |           |           |                                 |                 |                                |                |           |                                   |           |                                 |           |                 |                       | 2e        |

## Spin-offs
Er zijn vier spin-offs van Legends of Gaming verschenen, waarvan de eerste drie in samenwerking met de Efteling en de vierde in samenwerking met PlayStation.
De eerste vond plaats tussen seizoen 2 en 3 en heette Masters of Minecraft. Hierin speelden Jeremy Frieser, LinkTijger (winnaar), Joost Bouhof en HARM verschillende minigames in een Minecraft-wereld waarin de volledige Efteling was nagebouwd. Daarnaast deden ze ook verschillende uitdagingen in de echte Efteling.
Na seizoen 3 vond een tweede spin-off, genaamd Efteling Game Night, plaats. Dionne Slagter, LinkTijger, Joost Bouhof en Milan Knol (winnaar) waren de deelnemers in deze spin-off. De opzet lijkt op die van Masters of Minecraft, met de uitzondering dat er nu allerlei verschillende games worden gespeeld, in plaats van alleen het spel Minecraft.
Na seizoen 4 vond de derde spin-off plaats, genaamd Masters of Minecraft 2. Hier namen Joost Bouhof, Harm de Vries (winnaar), Duncan Massink en GameMeneer aan deel. Ze speelden diverse minigames in Minecraft, wat te maken had met de Efteling. Ook deden ze challenges IN de Efteling.
Na seizoen 5 vond de vierde spin-off plaats (For the win: Masked). Jeremy Frieser, Matthyas het Lam, Puck van den Brekel en Jeffrey Wirtz doen mee. Uiteindelijk werd Puck vervangen door Thomas van Bergen. In iedere aflevering spelen de vier in twee teams (Jeremy & Matthyas en Puck & Jeffrey), waarbij ze soms met één of twee Maskeds moeten spelen. Van deze Maskeds is de identiteit niet bekend. Wat dit betreft lijkt een Masked dus erg op een Ledge in de gewone seizoenen, zelfs het uiterlijk van de pakken lijkt op elkaar. Deze spin-off is gemaakt in samenwerking met PlayStation.

## KPN Topplay Awards
Vanaf 2020 organiseert Legends of Gaming een awardshow voor de beste gaming video's van dat betreffende jaar. Kijkers kunnen stemmen op hun favoriete video's, waarna er een lijst wordt samengesteld. Deze lijst bestond in 2020 uit 50 video's en vanaf 2021 uit 25 video's. De eerste, tweede en derde plaats krijgen een fysieke award voor hun video. Deze lijst wordt telkens per vijf video's getoond in een YouTube video, gepresenteerd door Arvy.
|               | 2020       | 2021       | 2022       |
| ------------- | ---------- | ---------- | ---------- |
| Eerste plaats | LinkTijger | Matthy     | LinkTijger |
| Tweede plaats | Matthy     | LinkTijger | Matthy     |
| Derde plaats  | GameMeneer | Rickachu   | Puq        |

## Seizoen 1 (2016-2017)
In seizoen 1 van Legends of Gaming NL deden de volgende kandidaten mee:
- Enzo Knol
- Milan Knol
- Sam de Kock (Midnan)
- Ward Dijkhuis
- Don Plevier (GameMeneer)
- Ronald Vledder (HetGamePortaal/Ronald)
- Michael van Tielen (LinkTijger)
- Quin van der Zeeuw (UberQuin)
- Jeremy Frieser

In dit seizoen behaalden Jeremy, Link, Don en Quin de finale. In de finale speelde de 4 finalisten een game genaamd 'Gang Beasts', en de uiteindelijke finale bestond uit Jeremy en Link. Jeremy won alle drie de ronden en won daarmee seizoen 1 met 9615 punten.

### Scorebord seizoen 1
| Plaats | Legend     | Punten vóór de finale | Punten na de finale | Finalekandidaat? |
| ------ | ---------- | --------------------- | ------------------- | ---------------- |
| 1      | Jeremy     | 5865                  | 9615                | Ja               |
| 2      | Link       | 5630                  | 5630                | Ja               |
| 3      | Don        | 5545                  | 5545                | Ja               |
| 4      | Quin       | 4835                  | 4835                | Ja               |
| 5      | Enzo       | 4545                  | 4545                |                  |
| 6      | Sam & Ward | 3690                  | 3690                |                  |
| 7      | Milan      | 2740                  | 2740                |                  |
| 8      | Ronald     | 2230                  | 2230                |                  |

### LOG Awards S1
In seizoen 1 waren er ook drie prijzen te verdienen onder de Legends, namelijk de Fun-, Skill- en Fail Award.
| Prijs | Legend                   |
| ----- | ------------------------ |
| Fun   | Jeremy Frieser           |
| Skill | Don Plevier (GameMeneer) |
| Fail  | Ronald Vledder           |

## Seizoen 2 (2017-2018)
In seizoen 2 van Legends of Gaming NL deden de volgende kandidaten mee:
- Enzo Knol
- Milan Knol
- Don Plevier (GameMeneer)
- Jeremy Frieser
- Harm de Vries (HARM)
- Pascal Scherpenkate (Pascal)
- Michael van Tielen (LinkTijger)
- Joost Bouhof (JoostSpeeltSpellen)

In seizoen 2 zijn deelnemers uit seizoen 1 Quin, Ronald en Sam & Ward vervangen door Joost, Harm en Pascal. Toch kwam Ronald, de persoon die in seizoen 1 laatste is geworden, weer terug in seizoen 2. Hij kreeg in seizoen 2 zijn eigen serie genaamd 'Ronalds Revenge week'. Hierin moesten de acht Legends van seizoen 2 tegen elkaar strijden in 1-tegen-1-afleveringen. en Ronald moest hierin de storende factor spelen zonder een partijdige rol te hebben.
In de finale van seizoen 2 behaalden Joost, Link, Don en Jeremy de finale. Met de games Stick Fight, Stikbold! en Gang Beasts moesten de vier kandidaten beslissen wie de titel als 'Legend of Gaming 2017-2018' zou krijgen. De 'Stick Fight'-ronde werd gewonnen door Don. In ronde 2 zat Link in de Danger Zone, en hij viel in die ronde af omdat Don de ronde won. De laatste ronde, oftewel de 'Gang Beasts'-ronde, werd gespeeld door Joost en Don, waarin Don won met 7-5 door een verrassende comeback, waardoor hij de titel 'Legend of Gaming 2017-2018' behaalde.

### Scorebord seizoen 2
| Plaats | Legend | Punten vóór de finale | Punten na de finale | Finalekandidaat? |
| ------ | ------ | --------------------- | ------------------- | ---------------- |
| 1      | Don    | 4550                  | 6050                | Ja               |
| 2      | Joost  | 4850                  | 5600                | Ja               |
| 3      | Link   | 4750                  | 4875                | Ja               |
| 4      | Jeremy | 4500                  | 4500                | Ja               |
| 5      | Enzo   | 4150                  | 4150                |                  |
| 6      | Milan  | 3150                  | 3150                |                  |
| 7      | Harm   | 2600                  | 2600                |                  |
| 8      | Pascal | 2350                  | 2350                |                  |

### LOG-Awards S2
In seizoen 2 waren er ook drie prijzen te verdienen onder de Legends, namelijk de Fun-, Skill- en Fail Award.
| Prijs | Genomineerden       | Legend |
| ----- | ------------------- | ------ |
| Fun   | Link, Don, Jeremy   | Don    |
| Skill | Enzo, Joost, Don    | Enzo   |
| Fail  | Harm, Pascal, Milan | Pascal |

### De Ledge
In seizoen 2 was er een extra Legend aanwezig, waartegen de andere acht Legends moesten strijden voor punten. Deze negende Legend wordt 'de Ledge' genoemd, en zijn doel was om het de andere Legends moeilijk te maken in verschillende 1v1's. Aan het einde van seizoen 2 hadden alle Legends de kans om een rematch aan te gaan met de Ledge, om ieder extra 200 punten te verdienen. Aan het einde van Seizoen 2 bleek dat de Ledge Duncan Massink van het kanaal Djuncan was. Dit hadden andere Legends al eerder gespeculeerd tijdens games zoals Rocket League.

## Seizoen 2½: Masters of Minecraft (2018)
In seizoen 2½ deden de volgende kandidaten mee:
- Harm de Vries (HetGameS/HARM)
- Jeremy Frieser (AltijdCompilaties/Jeremy Frieser)
- Joost Bouhof (JoostSpeeltSpellen)
- Michael van Tielen (LinkTijger)

Seizoen 2½ was een compleet op de game Minecraft gefocust seizoen, in samenwerking met de Efteling. De 4 YouTubers strijden in dit seizoen niet voor de titel 'Legend of Gaming', maar om de titel 'Master of Minecraft'. In allerlei Minecraft-gerelateerde challenges strijden de 4 Legends. Er zijn zowel challenges in de game als in het echt, in het Efteling Attractiepark. De finale van dit seizoen bestond uit de Minecraft-game 'WitchWars', waarbij kandidaten hun 'Witch' moesten beschermen. Wanneer de persoon uit de Danger Zone de ronde niet won, viel hij af. Na de eerste ronde viel Harm af, vervolgt door Joost. De uiteindelijke finalebattle werd dus gespeeld door Jeremy en Link, waaruit Link de winnaar werd.

### Scorebord seizoen 2½
| Plaats | Legend | Aantal punten | Finalekandidaat? |
| ------ | ------ | ------------- | ---------------- |
| 1      | Link   | 1600          | Ja               |
| 2      | Jeremy | 1625          | Ja               |
| 3      | Joost  | 975           |                  |
| 4      | Harm   | 500           |                  |

## Seizoen 3 (2018-2019)
In seizoen 3 van Legends of Gaming NL doen de volgende kandidaten mee:
- Milan Knol
- Don Plevier (GameMeneer)
- Rudi Wijnen (Roedie)
- Michael van Tielen (LinkTijger)
- Duncan Massink (Djuncan)
- Roy Beszelsen (Royalistiq)
- Joost Bouhof (JoostSpeeltSpellen)
- Jeremy Frieser

In dit seizoen waren deelnemers Enzo Knol, Pascal en Harm vervangen door nieuwe gezichten Roy en Rudi. Verder was Duncan, die na zijn opkomst als Ledge in het tweede seizoen, dit seizoen meedeed als Legend. Pascal en Harm hebben in dit seizoen echter wel een rol als presentators van de serie 'Rage Cage'. Pascal presenteerde nog een tweede serie als niet-Legend, namelijk 'Rigged'.
De finale van seizoen 3 werd gespeeld door Joost, Rudi, Link en Jeremy. In de eerste ronde in het spel 'Super Bash Goats' won Link na een spannende wedstrijd tussen de 4 finalisten, waardoor Jeremy uit de finale lag. In de tweede ronde speelden Joost, Link en Rudi het spel 'Treadnauts', waarin Link weer won na opnieuw een spannende wedstrijd tussen de 3 resterende finalisten. Rudi lag hierdoor uit de finale en Link belandde op de eerste plek. De laatste ronde en tevens ook de beslissingsronde waarin bepaald wordt wie er won, werd gespeeld door Link en Joost. Zij speelden het spel 'Stickfight'. Link won net aan het laatste en meest spannende spel ooit met 20-19 (2 frames verschil). Hiermee won Link de titel 'Legend of Gaming 2018-2019'.

### Scorebord seizoen 3
| Plaats | Plaats vóór k.o.'s | Plaats ná k.o.'s | Legend | Punten | Finalekandidaat? |
| ------ | ------------------ | ---------------- | ------ | ------ | ---------------- |
| 1      | 3                  | 3                | Link   | 3450   | Ja               |
| 2      | 1                  | 1                | Joost  | 4075   | Ja               |
| 3      | 2                  | 2                | Rudi   | 3600   | Ja               |
| 4      | 4                  | 4                | Jeremy | 3100   | Ja               |
| 5      | 6                  | 5                | Duncan | 2575   |                  |
| 6      | 5                  | 6                | Milan  | 2750   |                  |
| 7      | 7                  | 7                | Don    | 2500   |                  |
| 8      | 8                  | 8                | Roy    | 2000   |                  |

### LOG Awards S3
In seizoen 3 waren er ook twee prijzen te verdienen onder de Legends, namelijk de Fun- en Skill Award. De fans van Legends of Gaming konden dit seizoen ook een prijs verdienen, namelijk de Fan Award.
| Prijs | Genomineerden      | Legend |
| ----- | ------------------ | ------ |
| Fun   | Rudi, Jeremy, Don  | Jeremy |
| Skill | Don, Joost, Duncan | Duncan |

### De Ledge Seizoen 3
In seizoen 3 was er weer een speciale gast in het seizoen: de Ledge. In seizoen 2 was dit Duncan, die in seizoen 3 een Legend werd, en daarom mocht hij het als eerste opnemen tegen de ledge in de Golf It battles. Op 3 februari 2019 werd bekend dat de Ledge van seizoen 3 Pascal Scherpenkate was. Pascal was een deelnemer uit seizoen 2, die in dat seizoen laatste werd en de Fail Award won.

## Seizoen 3½: Efteling Game Night (2019)
In seizoen 3½ deden de volgende kandidaten mee:
- Milan Knol
- Joost Bouhof (JoostSpeeltSpellen)
- Michael van Tielen (LinkTijger)
- Dionne Slagter (OnneDi)

Seizoen 3½ is net als seizoen 2½ mede mogelijk gemaakt door de Efteling. In dit seizoen doet er voor het eerst een vrouwelijke kandidaat mee, namelijk Dionne Slagter van het kanaal OnneDi. Vier YouTubers strijden in dit seizoen wederom om te winnen. Echter werkte de puntentelling anders dit seizoen. In dit seizoen werden er door middel van opdrachten in het Efteling park en in games huizen verdiend voor op het Efteling Monopoly bord. Dit seizoen werd gewonnen door Milan Knol.

### Scorebord seizoen 3½
| Plaats | Legend | Aantal huisjes | Eindbedrag |
| ------ | ------ | -------------- | ---------- |
| 1      | Milan  | 7              | 1673       |
| 2      | Joost  | 8              | 0          |
| 3      | Link   | 9              | 0          |
| 4      | Dionne | 3              | 0          |

## Legend Gezocht (2019)
Legend Gezocht was een competitie tussen gamers die nooit eerder hebben meegedaan aan Legends Of Gaming. Ruim 1300 mensen melden zich hiervoor aan. Hieruit werden 24 kandidaten geselecteerd die streden om mee te mogen doen aan het volgende seizoen van Legends of Gaming. De competitie werd gepresenteerd door Don Plevier en Jeremy Frieser.
De deelnemers hiervoor waren:
Groep 1
- Puck Timmermans (Puq)
- Puck van den Brekel (Puxque)
- Marnick Vlemmix (Marnickur)
- Pieter Boersma (Pjeter)
- Kacper Przybylski † (KASTIOP)
- Nick Nielen (NickNielen)

Groep 2
- Femke Hugens (Fems)
- Age van der Meulen (Dipsaus Gamers)
- Thijs de Bondt (Tisco)
- Kevin Hoek (Quick Kevin)
- Tigo Zijlstra †(Tigootje)
- Thomas van Bergen (ThomasTheSapling)

Groep 3
- Rick van der Linden (Rickachu)
- Ergin Arslanbas (Achterklap / Klappie)
- Jaïr (Sjazie)
- Maxime Bijmans (MaximeMXM)
- Jeffrey Wirtz (Egbert Kanaal)
- Bryan (GamenMetBryan)

Groep 4
- Max Baartman (ADHDpower)
- Wilbert Beltman (Wilbo)
- Sebastiaan de Jong (SebasDeJong)
- Sarah Verhoeven (Saar)
- Marcella de Bie (Nysira)
- Don Verhage (Don Kaaklijn)

### Uitslag Legend Gezocht
| Nr. | Groep   | Deelnemer    | Afl. 1 | Afl. 2 | Afl. 3 | Afl. 4 | Afl. 5 | Finale | Uitslag | Uitslag                       |
| --- | ------- | ------------ | ------ | ------ | ------ | ------ | ------ | ------ | ------- | ----------------------------- |
| 1   | Groep 1 | Kacper †     |        |        |        |        |        |        | [ a ]   | De Winnaar van Legend Gezocht |
| 2   | Groep 1 | Puxque       |        |        |        |        |        |        |         | 2e plaats                     |
| 3   | Groep 3 | Egbert       |        |        |        |        |        |        |         | 3e plaats                     |
| 4   | Groep 4 | Don Kaaklijn |        |        |        |        |        |        |         | Finale afvaller               |
| 5   | Groep 2 | Thomas       |        |        |        |        |        |        |         | Finale afvaller               |
| 6   | Groep 3 | Ergin        |        |        |        |        |        |        |         | Finale afvaller               |
| 7   | Groep 4 | Marcella     |        |        |        |        |        |        |         | Ronde 2 Afvaller              |
| 8   | Groep 2 | Tigo †       |        |        |        |        |        |        |         | Ronde 2 Afvaller              |
| 9   | Groep 4 | Saar         |        |        |        |        |        |        |         | Ronde 1 Afvaller              |
| 9   | Groep 4 | Wilbert      |        |        |        |        |        |        |         | Ronde 1 Afvaller              |
| 9   | Groep 4 | Max          |        |        |        |        |        |        |         | Ronde 1 Afvaller              |
| 9   | Groep 4 | Sebastiaan   |        |        |        |        |        |        |         | Ronde 1 Afvaller              |
| 10  | Groep 3 | Rick         |        |        |        |        |        |        |         | Ronde 1 Afvaller              |
| 10  | Groep 3 | Maxime       |        |        |        |        |        |        |         | Ronde 1 Afvaller              |
| 10  | Groep 3 | Jaïr         |        |        |        |        |        |        |         | Ronde 1 Afvaller              |
| 10  | Groep 3 | Bryan        |        |        |        |        |        |        |         | Ronde 1 Afvaller              |
| 11  | Groep 2 | Thijs        |        |        |        |        |        |        |         | Ronde 1 Afvaller              |
| 11  | Groep 2 | Kevin        |        |        |        |        |        |        |         | Ronde 1 Afvaller              |
| 11  | Groep 2 | Femke        |        |        |        |        |        |        |         | Ronde 1 Afvaller              |
| 11  | Groep 2 | Age          |        |        |        |        |        |        |         | Ronde 1 Afvaller              |
| 12  | Groep 1 | Marnick      |        |        |        |        |        |        |         | Ronde 1 Afvaller              |
| 12  | Groep 1 | Nick         |        |        |        |        |        |        |         | Ronde 1 Afvaller              |
| 12  | Groep 1 | Pieter       |        |        |        |        |        |        |         | Ronde 1 Afvaller              |
| 12  | Groep 1 | Puq          |        |        |        |        |        |        |         | Ronde 1 Afvaller              |

 Kandidaat was niet aanwezig deze aflevering.
 Kandidaat moest deze aflevering het spel verlaten.
 Kandidaat uit het spel.
 Kandidaat is nog in het spel.
1. ↑  In de finale werd de nieuwe Legend bepaald door de kijkers. Jeffrey (Egbert) had 30,8% van de stemmen, Puck (Puxque) had 32,6% van de stemmen en Kacper won met 36,6% van de stemmen.

## Seizoen 4 (2019-2020)
In seizoen 4 werkt het concept anders. De drie winnaars van de vorige seizoenen, Jeremy, Don en Link, hebben hun eigen team, met ieder verschillende leden. Elke week komt er een Mystery Legend (in totaal 10). De Mystery Legend speelt een game tegen de 3 teamleiders, ieder voor zich. Als een teamleider wint, krijgt hij de Mystery Legend in zijn team. Als de Mystery Legend wint mag hij kiezen in welk team hij wil.
Team Jeremy
- Jeremy Frieser
- Kacper Przybylski (Kastiop) †
- Puck van den Brekel (Puxque)
- Jeffrey Wirtz (Egbert Kanaal)
- Ronald Vledder

Team Don
- Don Plevier (GameMeneer)
- Milan Knol
- Emre Sanli (Morrog)
- Joost Bouhof (JoostSpeeltSpellen)

Team Link
- Michael van Tielen (LinkTijger)
- Rudi Wijnen (Roedie)
- Dionne Slagter (OnneDi)
- Don Verhage (Don Kaaklijn)

### Scorebord seizoen 4
| Aflevering | Legend   | Legend Jeremy | Legend Don | Legend Link | Winnaar     |
| ---------- | -------- | ------------- | ---------- | ----------- | ----------- |
| 1          | Milan    | Jeremy        | Don        | Link        | Don         |
| 2          | Kacper†  | Jeremy        | Milan      | Link        | Jeremy      |
| 3          | Puck     | Kacper        | Don        | Link        | Kacper      |
| 4          | Rudi     | Puck          | Milan      | Link        | Link        |
| 5          | Emre     | Jeremy        | Don        | Link        | Team Don    |
| 6          | Dionne   | Puck          | Emre       | Link        | Link        |
| 7          | Egbert   | Jeremy        | Milan      | Dionne      | Jeremy      |
| 8          | Joost    | Egbert        | Don        | Rudi        | Don         |
| 9          | Kaaklijn | Jeremy        | Joost      | Link        | Link        |
| 10         | Ronald   | Jeremy        | Don        | Link        | Team Jeremy |

1. ↑  Don Kaaklijn mocht deze aflevering kiezen voor een team, op basis van hoe goed hij de kunstwerken van de Legends vond. Hij koos voor Team Link.
2. ↑  Ronald won deze aflevering en mocht zelf kiezen voor een team. Hij koos voor Team Jeremy.

### Finale seizoen 4
In seizoen 4 werd de finale gespeeld in zes ronden. Iedere ronde zou er van ieder verliezend team een speler afvallen, en degene die de laatste ronde won, won het seizoen. In de finale won Team Don.
| Ronde | Legend Jeremy | Legend Don | Legend Link | Winnaar  |
| ----- | ------------- | ---------- | ----------- | -------- |
| 1     | Ronald        | Joost      | Rudi        | Joost    |
| 2     | Kacper †      | Joost      | Kaaklijn    | Kaaklijn |
| 3     | Puck          | Emre       | Kaaklijn    | Emre     |
| 4     | Egbert        | Emre       | Dionne      | Egbert   |
| 5     | Egbert        | Milan      | Link        | Link     |
| 6     | Jeremy        | Don        | Link        | Don      |

## Seizoen 4½: Masters of Minecraft 2 (2020)
In seizoen 4½ deden de volgende kandidaten mee:
- Joost Bouhof (JoostSpeeltSpellen)
- Duncan Massink (Djuncan)
- Don Plevier (GameMeneer)
- Harm de Vries (HARM)

Seizoen 4½ was het tweede seizoen van Masters of Minecraft, wederom in samenwerking met de Efteling. In de afleveringen moesten de Legends afwisselend een opdracht doen op het domein van de Efteling zelf of een opdracht in het spel Minecraft. In Minecraft vonden de opdrachten plaats in de nagemaakte Efteling binnen het spel. Bij elke opdracht konden de Legends verschillende voorwerpen winnen die hen een voordeel boden in de finale. Uiteindelijk werd dit seizoen gewonnen door Harm.

### Scorebord seizoen 4½
| Plaats | Legend | Gewonnen voorwerpen |
| ------ | ------ | --- |
| 1      | Harm   | - 64 Fish - 3 Ender Pearls |
| 2      | Don    | - Compass - Iron Pickaxe - 29 Iron Ingots - 15 Gold Ingots - 10 Diamonds - 3 Ender Pearls                                               |
| 3      | Duncan | - Diamond Pickaxe - 63 Iron Ingots - 16 Eggs - Golden Sword - Golden Helmet - Golden Chestplate - 3 Cakes - 3 Potions of Poison         |
| 4      | Joost  | - Compass - Wooden Pickaxe - 74 Iron Ingots - 10 Gold Ingots - 16 Blocks of Iron - 64 Fish - Wolf - Bed - 3 Cakes - 3 Potions of Poison |

## Seizoen 5 (2020-2021)
In seizoen 5 van Legends of Gaming NL doen de volgende kandidaten mee:
Acht beginnende Legends
- Don Plevier (GameMeneer)
- Jeremy Frieser
- Joost Bouhof (JoostSpeeltSpellen)
- Duncan Massink (Djuncan)
- Puck van den Brekel (Puxque)
- Emre Sanli (Morrog)
- Don Verhage (Don Kaaklijn)
- Matthyas het Lam (Fifalosophy)

Mystery Legends
- Rick Broers (Serpentgameplay)
- Jeffrey Wirtz (Egbert Kanaal)
- Frank van der Slot (Slotta)
- Quentin Correia (Qucee)
- Ronald Vledder (Ronald)
- Dylan Haegens (DylanHaegens Gaming)
- Koen van Heest (Koen)
- Jordi van den Bussche (Kwebbelkop)

In dit seizoen doen 7 deelnemers van vorige seizoenen mee, en doet Matthyas het Lam mee als nieuw gezicht. Op de dag van de lancering van de Legends of Gaming Seizoen 5 trailer werd door de Belgische Federale Politie bekendgemaakt dat Kacper Przybylski † was overleden. Er zijn vermoedens dat hij aan seizoen 5 van Legends Of Gaming had meegedaan, maar vanwege zijn overlijden niet meer voor zal gaan komen in de video's.
Elke week waren er 3 speeldagen. In de eerste 2 werd beslist wie in de Safe Zone en wie in de Danger Zone terecht kwam. De 3de en laatste speeldag per week besliste wie er af viel. Als de Mystery Legend verloor van de 3 in de Danger Zone, werd er niemand vervangen, en speelde de Mystery Legend maar mee voor een speeldag. Na deze speeldag gaat iedereen terug naar de normale zone, zowel de safezoners, als de dangerzoners en (eventueel) Mystery Legend.
Net voor de finalemaand begon, werden Matthy en Qucee teruggestemd met de wildcard en streden ze samen met Joost, Don, Duncan, Jeremy, Kaaklijn en Dylan in de finalemaand. Oorspronkelijk werd slechts een deelnemer teruggestemd, maar door omstandigheden waren Emre en Kwebbelkop gedwongen het seizoen, net voor de finalemaand, te verlaten. Hierdoor kwamen de 2 kandidaten met de meeste stemmen voor de wildcard terug in de finalemaand.
Uiteindelijk bleven Joost, Jeremy, Duncan en don over als laatste deelnemers in de kwartfinale, waar ze Drink More Glurp speelden dat Joost verloor, waardoor Don, Duncan en Jeremy verder streden voor de trofee. Vervolgens werd Jeremy uitgeschakeld in Golf With Your Friends, waarna Don en Duncan de finale speelde. Dit was een best of 3, waarin de eerste dat 2 games won, de trofee won. Ze begonnen met Boomerang Fu dat Duncan wist te winnen. Vervolgens werd Stick Fight gespeeld, waar Don de winnaar was. Om de finale te beslissen, werd Gang Beasts gespeeld. Hier won Don en pakte de trofee en de titel Legend of Gaming 2020-2021. Elk spel vanaf de kwartfinale werd beslist met een randomizer.

### Scorebord seizoen 5
| Nr. | Deelnemer | Week 1 | Week 2 | Week 3 | Week 4 | Week 5 | Week 6 | Week 7 | Week 8 | Week 9 | Knock-outs | Knock-outs | Knock-outs | Knock-outs | Finale week | Uitslag en opmerkingen                         | Aantal wins |
| --- | --------- | ------ | ------ | ------ | ------ | ------ | ------ | ------ | ------ | ------ | ---------- | ---------- | ---------- | ---------- | ----------- | ---------------------------------------------- | ----------- |
| 1   | Don       | +      |        |        | +      | +      |        | +      | +      | +++    |            |            |            |            | Winnaar     | Finalist                                       | 8           |
| 2   | Duncan    |        | +      | +      |        | +      |        | +      | +      | ++     |            |            |            |            | 2e          | Finalist                                       | 7           |
| 3   | Jeremy    |        | +      | +      | +      |        | +      |        |        | +      |            |            |            |            | 3e          | Uitgeschakeld in halve finale                  | 5           |
| 4   | Joost     | +      | +      | +      | +      | +      | +      | +      | +      | +      |            |            |            |            |             | Uitgeschakeld in kwartfinale                   | 9           |
| 5   | Dylan     |        |        |        |        |        | ML     |        | +      | +      |            |            |            |            |             | 5e plaats                                      | 2           |
| 6   | Kaaklijn  | +      |        |        |        | +      | +      |        |        | +      |            |            |            |            |             | 6e plaats                                      | 4           |
| 7   | Qucee     |        |        |        | ML +   |        |        |        |        | WC     |            |            |            |            |             | Afvaller 5, wildcard, 7e plaats                | 0           |
| 8   | Matthy    |        |        |        |        |        |        |        |        | WC +   |            |            |            |            |             | Afvaller 6, wildcard, 8e plaats                | 1           |
| 9   | Emre      | +      | +      |        | +      |        | +      | +      | +      |        |            |            |            |            |             | Spel verlaten door persoonlijke omstandigheden | 6           |
| 9   | Jordi     |        |        |        |        |        |        |        | ML +   |        |            |            |            |            |             | Spel verlaten door persoonlijke omstandigheden | 1           |
| 11  | Ronald    |        |        |        |        | ML     | +      |        |        |        |            |            |            |            |             | Afvaller 8                                     | 1           |
| 12  | Koen      |        |        |        |        |        |        | ML     |        |        |            |            |            |            |             | Afvaller 7                                     | 0           |
| 13  | Puck      | +      |        | +      |        |        |        |        |        |        |            |            |            |            |             | Afvaller 4                                     | 2           |
| 14  | Frank     |        |        | ML     |        |        |        |        |        |        |            |            |            |            |             | Afvaller 3                                     | 0           |
| 15  | Egbert    |        | ML     |        |        |        |        |        |        |        |            |            |            |            |             | Afvaller 2                                     | 0           |
| 16  | Rick      | ML     |        |        |        |        |        |        |        |        |            |            |            |            |             | Afvaller 1                                     | 0           |

 Kandidaat is de winnaar.
 Kandidaat is geëindigd op de 2e plek.
 Kandidaat is geëindigd op de 3e plek.
 Kandidaat was niet aanwezig deze week.
 Kandidaat moest deze week het spel verlaten.
 Kandidaat uit het spel.
 Kandidaat zat deze week in de Safe Zone.
 Kandidaat zat deze week in de Danger Zone.
+ = Kandidaat heeft gewonnen deze week.

### De Ledge Seizoen 5
In week 8 moeten de Legends in koppels vanaf dinsdag elke dag in tweetallen tegen de ledge spelen, de Legend die wint gaat door naar de finale maand en de verliezers komt in de gevarenzone zaterdag waarin er nog een keer wordt opgenomen tegen de ledge en tegen de laatste Mystery Legend, als de ledge het game wint winnen de Legends geen winpunt. In tegenstelling tot seizoen 2 en 3, waar de identiteit van de Ledge bekend werd gemaakt, is de identiteit van de Ledge van seizoen 5 nooit bekendgemaakt.

## Seizoen 6 (2021-2022)
In seizoen 6 van Legends of Gaming NL doen de volgende kandidaten mee:
Acht beginnende Legends
- Quentin Correia (Qucee)
- Koen van Heest (Koen)
- Don Plevier (GameMeneer)
- Jeffrey Wirtz (Egbert Kanaal)
- Joost Bouhof (JoostSpeeltSpellen)
- Raoul de Graaf (Raoul)
- Matthyas het Lam (Matthy)
- Jeremy Frieser

Mystery Legends
- Milo ter Reegen (Milo)
- Harm de Vries (HARM)
- Michael van Tielen (LinkTijger)
- Siiri Skrobiszewski (xSiiri)
- Don Verhage (Don Kaaklijn)
- Robbie van de Graaf (Robbie)

Op 27 oktober 2021 is seizoen 6 aangekondigd en op 28 oktober werd de eerste aflevering ervan uitgezonden op YouTube. In dit seizoen doen 7 deelnemers van vorige seizoenen mee en doet Raoul de Graaf mee als nieuw gezicht.
Om de week is er een andere weekzone waarin gespeeld wordt, in de Safe Zone is de hele week iedereen veilig en worden er spellen gespeeld waarmee wins te verdienen zijn die in de finale belangrijk zijn. In de Danger Zone week wordt beslist wie in de Safe Zone komt en wie in de Danger Zone terechtkomt. De tweede en laatste speeldag in deze week beslist wie er afvalt. Als de Mystery Legend verloor van de drie spelers in de Danger Zone, wordt er niemand vervangen en speelt de Mystery Legend maar mee voor een speeldag. Na deze speeldag gaat iedereen terug naar de normale zone, zowel de mensen in de Safe Zone als in de Danger Zone en (eventueel) de Mystery Legend.
Ook dit seizoen kon een deelnemer teruggestemd worden met de wildcard. Deze keer was dit Link, waarna hij weer meestreed, samen met Don, Joost, Jeremy, Milo, Matthy, Harm, Raoul en Robbie voor de trofee.
Eenmaal aangekomen bij de halve finale, bleven Raoul, Don, Joost en Link over. Vanaf deze aflevering werden alle games gekozen met een randomizer. Hierdoor werd Stick Fight de game dat werd gespeeld voor de 4e plaats. Raoul werd uitgeschakeld, waarna Don, Joost en Link tegen elkaar streden in de Finale. Deze strijd begon met Tricky Towers, waar Link en Don wisten te winnen, en Joost zo werd uitgeschakeld. Om te beslissen wie de winnaar werd van seizoen 6 en de titel Legend of Gaming 2021-2022 kreeg, gingen Don en Link het uitvechten in Boomerang Fu. Link wist Don te verslaan en zo de trofee en de titel te pakken. Hiermee heeft Link als wildcard de hele finalemaand, elke aflevering moeten strijden om de trofee en titel 'Legend of Gaming 2021-2022' uiteindelijk te pakken.

### Scorebord seizoen 6
| Nr. | Deelnemer | Week 1 | Week 2 | Week 3 | Week 4 | Week 5 | Week 6 | Week 7 | Week 8 | Week 9 | Week 10 | Week 11 | Knock-outs | Knock-outs | Knock-outs | Knock-outs | Knock-outs | Knock-outs | Finale week | Uitslag                       | Aantal wins |
| --- | --------- | ------ | ------ | ------ | ------ | ------ | ------ | ------ | ------ | ------ | ------- | ------- | ---------- | ---------- | ---------- | ---------- | ---------- | ---------- | ----------- | ----------------------------- | ----------- |
| 1   | Link      |        |        |        |        | ML +   |        |        |        |        |         |         | WC         |            |            |            |            |            | Winnaar     | Afvaller 6, wildcard          | 0           |
| 2   | Don       | +      | +      |        |        |        |        | +      | +      | +      | +       |         |            |            |            |            |            |            | 2e          | Verliezend finalist           | 6           |
| 3   | Joost     | +      | +      | +      | +      |        | +      |        |        | +      |         |         |            |            |            |            |            |            | 3e          | Verliezend finalist           | 6           |
| 4   | Raoul     |        | +      |        | +      |        |        |        | +      |        |         |         |            |            |            |            |            |            |             | Uitgeschakeld in halve finale | 3           |
| 5   | Jeremy    |        | +      | +      |        | +      |        |        |        | +      | +       |         |            |            |            |            |            |            |             | Uitgeschakeld in kwartfinale  | 5           |
| 6   | Matthy    |        | +      |        |        |        | +      |        | +      | +      | +       |         |            |            |            |            |            |            |             | 6e plaats                     | 5           |
| 7   | Milo      | ML     | +      |        | +      | +      |        |        |        | +      |         | +       |            |            |            |            |            |            |             | 7e plaats                     | 5           |
| 8   | Harm      |        |        | ML     | +      |        |        | +      | +      |        | +       |         |            |            |            |            |            |            |             | 8e plaats                     | 4           |
| 9   | Robbie    |        |        |        |        |        |        |        |        |        |         | ML +    |            |            |            |            |            |            |             | 9e plaats                     | 1           |
| 10  | Kaaklijn  |        |        |        |        |        |        |        |        | ML     |         |         |            |            |            |            |            |            |             | Afvaller 5                    | 0           |
| 11  | Siiri     |        |        |        |        |        |        | ML     |        |        |         |         |            |            |            |            |            |            |             | Afvaller 4                    | 0           |
| 12  | Koen      |        | +      |        |        |        |        |        |        |        |         |         |            |            |            |            |            |            |             | Afvaller 3                    | 1           |
| 13  | Egbert    |        | +      |        |        |        |        |        |        |        |         |         |            |            |            |            |            |            |             | Afvaller 2                    | 1           |
| 14  | Qucee     |        |        |        |        |        |        |        |        |        |         |         |            |            |            |            |            |            |             | Afvaller 1                    | 0           |

 Kandidaat is de winnaar.
 Kandidaat is geëindigd op de 2e plek.
 Kandidaat is geëindigd op de 3e plek.
 Kandidaat was niet aanwezig deze week.
 Kandidaat moest deze week het spel verlaten.
 Kandidaat uit het spel.
 Kandidaat zat deze week in de Safe Zone.
 Kandidaat zat deze week in de Danger Zone.
+ = Kandidaat heeft gewonnen deze week.

## Seizoen 7 (2022-2023)
In seizoen 7 van Legends of Gaming NL doen de volgende kandidaten mee:
Acht beginnende Legends
- Nathan Vandergunst (Acid)
- Jeffrey Wirtz (Egbert Kanaal)
- Marije Zuurveld
- Stefan de Vries
- Puck van den Brekel (Puxque)
- Daniël Lippens
- Harm de Vries (HARM)
- Don Plevier (GameMeneer)

Mystery Legends
- Frank van der Slot (Slotta)
- Mohamed Rashid (Chatmo)
- Rick Broers (SerpentGameplay)
- Quentin Correia (Qucee)

Mystery Guests
- Koen Weijland & Levi, Renzo en Manuel van E_Oranje
- Jarno Opmeer
- Bram Krikke
- Alex Klein

Seizoen 7 startte op 2 november 2022. In dit seizoen doen drie nieuwe deelnemers mee: Stefan de Vries, Marije Zuurveld en Nathan Vandergunst. Daniël Lippens deed reeds mee als Mask bij For The Win: Masked en neemt dit seizoen deel als Legend.
Elke week bestond uit 2 speeldagen: tijdens de 1ste speeldag werd bepaald wie in de Safe Zone en wie in de Danger Zone of Elimination Zone zat. Tijdens de 2de speeldag werd de Danger of Elimination Zone dan gespeeld tegen de Mystery Legend. Deze kon oftewel de plek van een Legends innemen door hem/haar te verslaan in de gespeelde game of in het geval van de Elimination Zone, een deelnemende Legend permanent uit het toernooi gooien zonder zijn/haar plek in te nemen. Dit seizoen speelde de Legends niet voor wins.
De halve finale werd uitgevochten tussen Don, Stefan, Frank & Qucee in het spel 'Fall Guys'. Hier wist Qucee in de finaleronde Frank uit het toernooi te gooien, waardoor Frank de vierde plek nam. In de finale gingen Don, Stefan en Qucee opnieuw de strijd aan, maar dan in Boomerang Fu, waar Stefan uiteindelijk Qucee uitschakelde in hun duel en Qucee de derde plek nam. De finale ging verder met een duel tussen Don & Stefan, opnieuw in Boomerang Fu. Stefan wist met 10-8 te winnen van Don, waardoor Don de 2e plek nam en Stefan de winnaar van seizoen 7 werd.

### Scorebord seizoen 7
| Nr. | Deelnemer | Week 1 | Week 2 | Week 3 | Week 4 | Week 5 | Week 6 | Week 7 | Week 8 | Week 9 | Week 10 | Week 11 | Week 12 | Week 13 | Week 14 | Week 15 | Halve finale | Finale  | Uitslag                       |
| --- | --------- | ------ | ------ | ------ | ------ | ------ | ------ | ------ | ------ | ------ | ------- | ------- | ------- | ------- | ------- | ------- | ------------ | ------- | ----------------------------- |
| 1   | Stefan    |        |        |        |        |        |        |        |        |        |         |         |         |         |         |         |              | Winnaar | Winnaar                       |
| 2   | Don       |        |        |        |        |        |        |        |        |        |         |         |         |         |         |         |              | 2e      | Finalist                      |
| 3   | Qucee     |        |        |        |        |        |        |        |        |        |         |         |         | ML      |         |         |              | 3e      | Finalist                      |
| 4   | Frank     | ML     |        |        |        |        |        |        |        |        |         |         |         |         |         |         |              |         | Uitgeschakeld in halve finale |
| 5   | Puck      |        |        |        |        |        |        |        |        |        |         |         |         |         |         |         |              |         | Afvaller 8                    |
| 6   | Egbert    |        |        |        |        |        |        |        |        |        |         |         |         |         |         |         |              |         | Afvaller 7                    |
| 7   | Chatmo    |        |        |        |        | ML     |        |        |        |        |         |         |         |         |         |         |              |         | Afvaller 6                    |
| 8   | Rick      |        |        |        |        |        |        |        |        | ML     |         |         |         |         |         |         |              |         | Afvaller 5                    |
| 9   | Marije    |        |        |        |        |        |        |        |        |        |         |         |         |         |         |         |              |         | Afvaller 4                    |
| 10  | Harm      |        |        |        |        |        |        |        |        |        |         |         |         |         |         |         |              |         | Afvaller 3                    |
| 11  | Daniël    |        |        |        |        |        |        |        |        |        |         |         |         |         |         |         |              |         | Afvaller 2                    |
| 12  | Acid      |        |        |        |        |        |        |        |        |        |         |         |         |         |         |         |              |         | Afvaller 1                    |

 Kandidaat is de winnaar.
 Kandidaat is geëindigd op de 2e plek.
 Kandidaat is geëindigd op de 3e plek.
 Kandidaat was niet aanwezig deze week.
 Plaats van de kandidaat is nog niet bepaald.
 Kandidaat moest deze week het spel verlaten.
 Kandidaat uit het spel.
 Kandidaat zat deze week in de Safe Zone.
 Kandidaat zat deze week in de Danger Zone.
 Kandidaat zat deze week in de Elimination Zone.

## Seizoen 8 (2023-2024)
Op zaterdag 28 oktober 2023 werd de eerste trailer van seizoen 8 getoond. Dit seizoen strijden zes duo's om een plekje in de finalemaand en uiteindelijk voor de Duobeker.
De duo's bestaan uit de volgende legends:
- Duo 1: Enzo Knol & Nathan Vandergunst (Acid)
- Duo 2: Milo ter Reegen & Rutger van Eck (Russo)
- Duo 3: Jeffrey Wirtz (Egbert Kanaal) & Don Plevier (GameMeneer)
- Duo 4: Frank van der Slot (Slotta) & Marije Zuurveld
- Duo 5: Stefan de Vries & Julia Heetman
- Duo 6: Quentin Correia (Qucee) & Mohamed Rashid (Chatmo)
- Duo 7: Dioni Jurado (Gamen met Dioni) & Celine Langeraert (StreamWithLien)

Uitslag - Periode 1-3
| Nr. | Deelnemer      | Periode 1 | Periode 2 | Periode 3 | Finale | Aantal levens | Finalemaand? |
| --- | -------------- | --------- | --------- | --------- | ------ | ------------- | ------------ |
| 1   | Enzo & Acid    |           |           |           |        | 4             | Ja           |
| 2   | Don & Egbert   |           |           |           |        | 4             | Ja           |
| 3   | Stefan & Julia |           |           |           |        | 3             | Ja           |
| 4   | Qucee & Chatmo |           |           |           |        | 4             | Nee          |
| 5   | Frank & Marije |           |           |           |        | 2             | Nee          |
| 6   | Milo & Russo   |           |           |           |        | 2             | Nee          |

 Kandidaat was niet aanwezig deze periode.
 Kandidaat moest deze periode het seizoen verlaten.
 Kandidaat uit het seizoen.
 Kandidaat is nog in het seizoen.
Uitslag - Finalemaand
| Nr. | Deelnemer | Afl. 1 | Afl. 2 | Afl. 3 | Halve Finale | Finale | Opmerking                     |
| --- | --------- | ------ | ------ | ------ | ------------ | ------ | ----------------------------- |
| 1   | Don       |        |        |        |              |        | Winnaar LOGS8                 |
| 2   | Egbert    |        |        |        |              |        | Winnaar LOGS8                 |
| 3   | Stefan    |        |        |        |              |        | Finalist                      |
| 4   | Dioni     |        |        |        |              |        | Finalist                      |
| 5   | Acid      |        |        |        |              |        | Afgevallen in de halve finale |
| 6   | Celine    |        |        |        |              |        | Afgevallen in de derde video  |
| 7   | Julia     |        |        |        |              |        | Afgevallen in de tweede video |
| 8   | Enzo      |        |        |        |              |        | Afgevallen in de eerste video |

 Kandidaat is de winnaar.
 Kandidaat is geëindigd op de 2e plek.
 Kandidaat is geëindigd op de 3e plek.

### Legend Sollicitaties
Legend Sollicitaties was een competitie tussen gamers die nooit eerder hebben meegedaan aan Legends Of Gaming. Het is een spin-off van Legend Gezocht. Uit de aanmeldingen werden kandidaten geselecteerd die streden om mee te mogen doen aan de finalemaand van Legends of Gaming S8. De competitie werd gepresenteerd door Don Plevier en Jeffrey Wirtz. 
De deelnemers hiervoor waren:
Groep 1
- Noä Eshkoli (NoaNoella)
- Mufasa (Wensley)
- Celine Langeraert (StreamWithLien)
- Robin (NietRobin)

Groep 2
- Dioni Jurado (Gamen met Dioni)
- Anouk Sluijter (Nouxy)
- Lauren Goossens (Twoosie)
- Daan Dielemans (xTr0phy)

Groep 3
- Thijmen (Thijmen0808)
- Ryan (henRYANand)
- Rosina Cehic (Appelkaas)

Uitslag
| Groep   | Deelnemer | Afl. 1 | Afl. 2 | Afl. 3 | Uitslag |
| ------- | --------- | ------ | ------ | ------ | ------- |
| Groep 1 | Noä       |        |        |        |         |
| Groep 1 | Mufasa    |        |        |        |         |
| Groep 1 | Celine    |        |        |        |         |
| Groep 1 | Robin     |        |        |        |         |
| Groep 2 | Dioni     |        |        |        |         |
| Groep 2 | Anouk     |        |        |        |         |
| Groep 2 | Lauren    |        |        |        |         |
| Groep 2 | Daan      |        |        |        |         |
| Groep 3 | Thijmen   |        |        |        |         |
| Groep 3 | Ryan      |        |        |        |         |
| Groep 3 | Rosina    |        |        |        |         |

 Kandidaat was niet aanwezig deze aflevering.
 Kandidaat was aanwezig deze aflevering.
 Kandidaat is de winnaar.
 Kandidaat uit het spel.

## Seizoen 9 (2024-heden)
In seizoen 9 van Legends of Gaming NL deden de volgende kandidaten mee:
- Don Plevier (GameMeneer)
- Jeffrey Wirtz (Egbert Kanaal)
- Don Verhage (Don Kaaklijn)
- Emre Sanli (Morrog)
- Frank van der Slot (Slotta)
- Stefan de Vries
- Julia Heetman
- Dioni Jurado (Gamen met Dioni)
- Sean Demmers
- Jeremy Frieser
- Celine Langeraert (StreamWithLien)
- Quentin Correia (Qucee)
- Mohamed Rashid (Chatmo)
- Harm de Vries (HARM)
- Rick Broers (Serpent)
- Dani Visser (Dani Visser)

Seizoen 9 startte op 4 november 2024. In dit seizoen deden Sean Demmers en Dani Visser voor het eerst mee. Dit seizoen werd weer vanaf thuis opgenomen.
Elke week bestond uit een speeldag waarin een extra lang spel werd gespeeld en werd er in Legends per aflevering geroteerd. Er werd voornamelijk voor het plezier gespeeld, niet in competitieverband. Later in het seizoen kwam er wel een finalemaand, waarin alsnog gestreden werd voor de trofee.
In de finalemaand werden er drie afleveringen op rij telkens gespeeld voor een plaats in de finale, waarbij Sean, Stefan en Don zich wisten te kwalificeren. In de finale werd GTA V gespeeld waarbij elke finalist twee levens had en ze challenges moesten spelen tegen elkaar. Degene die als eerst zijn levens kwijt was, lag uit het spel. Don viel als eerst af, wat hem een derde plek opleverde. Sean en Stefan speelden hierna nog verder voor de winst. Stefan won met beide levens nog beschikbaar, waardoor hij de winnaar van seizoen 9 werd.
Aan het einde van de finale werd bekendgemaakt dat er een 10e jubileumseizoen komt.
Legendrotatie
| Legend   | Afl. 1 | Afl. 2 | Afl. 3 | Afl. 4 | Afl. 5 | Afl. 6 | Afl. 7 | Afl. 8 | Afl. 9 | Afl. 10 | Afl. 11 | Afl. 12 |
| -------- | ------ | ------ | ------ | ------ | ------ | ------ | ------ | ------ | ------ | ------- | ------- | ------- |
| Don      |        |        |        |        |        |        |        |        |        |         |         |         |
| Egbert   |        |        |        |        |        |        |        |        |        |         |         |         |
| Kaaklijn |        |        |        |        |        |        |        |        |        |         |         |         |
| Emre     |        |        |        |        |        |        |        |        |        |         |         |         |
| Frank    |        |        |        |        |        |        |        |        |        |         |         |         |
| Stefan   |        |        |        |        |        |        |        |        |        |         |         |         |
| Julia    |        |        |        |        |        |        |        |        |        |         |         |         |
| Dioni    |        |        |        |        |        |        |        |        |        |         |         |         |
| Sean     |        |        |        |        |        |        |        |        |        |         |         |         |
| Jeremy   |        |        |        |        |        |        |        |        |        |         |         |         |
| Celine   |        |        |        |        |        |        |        |        |        |         |         |         |
| Qucee    |        |        |        |        |        |        |        |        |        |         |         |         |
| Chatmo   |        |        |        |        |        |        |        |        |        |         |         |         |
| Harm     |        |        |        |        |        |        |        |        |        |         |         |         |
| Rick     |        |        |        |        |        |        |        |        |        |         |         |         |
| Dani     |        |        |        |        |        |        |        |        |        |         |         |         |

Uitslag - Finalemaand
| Nr. | Deelnemer | Afl. 1 | Afl. 2 | Afl. 3 | Finale | Opmerking                                |
| --- | --------- | ------ | ------ | ------ | ------ | ---------------------------------------- |
| 1   | Stefan    |        |        |        |        | Winnaar LOGS9                            |
| 2   | Sean      |        |        |        |        | Finalist                                 |
| 3   | Don       |        |        |        |        | Finalist                                 |
| 4   | Frank     |        |        |        |        | Afgevallen in de derde ronde van afl. 3  |
| 4   | Kaaklijn  |        |        |        |        | Afgevallen in de derde ronde van afl. 3  |
| 4   | Qucee     |        |        |        |        | Afgevallen in de derde ronde van afl. 3  |
| 4   | Egbert    |        |        |        |        | Afgevallen in de tweede ronde van afl. 3 |
| 4   | Lien      |        |        |        |        | Afgevallen in de eerste ronde van afl. 3 |

 Kandidaat is de winnaar.
 Kandidaat is geëindigd op de 2e plek.
 Kandidaat is geëindigd op de 3e plek.
 Kandidaat valt deze aflevering af.
 Kandidaat kwalificeert zich voor de finale.

## Prijzen
| Jaar | Prijs         | Categorie              | Resultaat   |
| ---- | ------------- | ---------------------- | ----------- |
| 2017 | Hashtag Award | Beste Gaming Video     | Gewonnen    |
| 2018 | Hashtag Award | Beste Gaming Video     | Gewonnen    |
| 2019 | Hashtag Award | Beste Gaming Video     | Gewonnen    |
| 2022 | Zapp Awards   | Favoriete Online Serie | Genomineerd |

Ook won de serie nationale en internationale onderscheidingen als de Grand Prix en The Lovie Awards.